# Stenodictyon bisodalense
Stenodictyon bisodalense är en bladmossart som beskrevs av B. H. Allen, Crosby och Robert Earle Magill 1986. Stenodictyon bisodalense ingår i släktet Stenodictyon och familjen Hookeriaceae. Inga underarter finns listade i Catalogue of Life.